# Château du Roc
Château du Roc est l'autre nom du château de Duingt (Haute-Savoie).
Le château du Roc est situé sur la commune de Fons, dans le département du Lot. 

## Historique
Vers 972, un monastère important est fondé à Fons. Ce monastère est devenu ensuite un prieuré. Sous Philippe le Bel, en 1302, le territoire est devenu possession royale. 
Pendant la guerre de Cent Ans Jean de Prudhomme a reçu, en 1384, la charge de viguier royal à Figeac. La famille de Prudhomme a reçu la seigneurie du Roc. La famille de Prudhomme était une famille de marchands, originaire du Rouergue. Elle s'est installée à Fons dans la seconde moitié du XVe siècle, après la guerre de Cent Ans.
La construction du château a commencé en 1570 par Antoine de Prudhomme.
Pendant les guerres de religion les Prudhomme sont restés catholiques. Le château va être encerclé par les possessions protestantes. Les Prudhomme ont adhéré à la Ligue.
Le 10 mars 1622, le duc de Sully et son fils, François de Béthune, le comte d'Orval, viennent mettre le siège du village. Gilbert François de Cardaillac,,  seigneur de Lacapelle-Marival, de Saint-Cernin, de Rudelle, qui avait repris le village aux protestants sortit du village pour faire une reconnaissance. Il fut pris aux abords du château du Roc. Sévèrement blessé, il est transporté au château où il mourut le lendemain.
En 1791, des bandes venues de Figeac mirent le feu aux possessions des Prudhomme à Fons. L'incendie allumé n'a détruit qu'une seule tour. En 1793 le château est de nouveau attaqué. Les mâchicoulis sont démantelés. En 1794, l'ordre est donné de d'araser les deux tours restantes. Le dernier vicomte de Prudhomme émigra à la suite de cette destruction partielle. Il revint vers 1800 pour restaurer le château.
Le château passa ensuite à son neveu, le colonel Bertrand-Marie-Frédéric de Cornély, qui a décidé de moderniser le château. Après avoir détruit des bâtiments de ferme situés à proximité du château, il fait aménager le parc à partir de 1868. Il a fait construire un haras avec deux tours de l'autre côté de la route. Il servit ensuite de grange et d'étable.
Le château a été ensuite la propriété des Dufau de La Roque jusqu'à la Seconde Guerre mondiale.
Le château et ses dépendances ont été inscrits au titre des monuments historiques le 7 décembre 1993.

## Description
Le château est un corps de logis carré cantonné de deux tours dont la toiture a été refaite après la Révolution. En même temps a été ajouté un corps de logis en retour d'équerre.